# Pierre-Marie Delfieux
Pierre-Marie Delfieux (ur. 4 grudnia 1934 w Campuac, zm. 21 lutego 2013 w La Ferté-Imbault) – francuski ksiądz katolicki, założyciel Monastycznych Wspólnot Jerozolimskich.

## Życiorys
W 1952 wstąpił do seminarium w Rodez. Następnie studiował teologię w Instytucie Katolickim w Tuluzie oraz filozofię i socjologię na paryskiej Sorbonie. Święcenia kapłańskie przyjął 29 czerwca 1961, następnie pracował jako wikary w parafii katedralnej w Rodez. Od 1965 do 1972 pracował jako duszpasterz akademicki w grupie kierowanej przez Jean-Marie Lustigera, m.in. wśród studentów Sorbony. W latach 1972–1974 mieszkał jako eremita w Assekrem w Algierii. W 1975 założył w Paryżu męską wspólnotę, a w 1976 żeńską, działające od 1978 pod nazwą Monastycznych Wspólnot Jerozolimskich. 
W 1979 opublikował książkę Livre de vie, w której przedstawił charyzmat wspólnot - życie zakonne o charakterze kontemplacyjnym, przeżywane w dużych miastach, w stałym kontakcie z ludźmi świeckimi. Po formalnym zaaprobowaniu konstytucji Wspólnot w 1996, został przełożonym wspólnot męskich i pełnił tę funkcję do 2011. Był autorem kilku książek poświęconych duchowości.
Zmarł w domu wspólnoty o nazwie "Magdala" w La Ferté-Imbault. 

## Książki
- Źródło na pustyni miast: reguła życia Jerozolimskich Wspólnot Monastycznych, wyd. polskie - Wydawnictwo Księży Marianów, 1990, II wydanie polskie - Jeruzalem księga życia: Monastyczne Wspólnoty Jerozolimskie, Wydawnictwo Księży Pallotynów Prowincji Chrystusa Króla, 2012
- Miłości pragnę: medytacje biblijne, wyd. polskie - Wydawnictwo Księży Marianów, 1992
- Jeśli chcesz żyć: medytacje biblijne, wyd. polskie - Wydawnictwo Księży Marianów, 1994
- Jak modlić się w "gwarze miasta"?, wyd polskie - Salwator, 2004 (Tekst z sesji, która odbyła się w Centrum Formacji Duchowej Salwatorianów w Krakowie (19-21 września 2003))
- Chlebem karmieni, wyd. polskie, Salwator, 2006
- Kroczyć śladem Chrystusa, wyd. polskie - Księgarnia Świętego Jacka, 2007 (Poszerzony i autoryzowany tekst rekolekcji akademickich głoszonych w wielkim poście 2007 roku w krypcie katowickiej katedry Chrystusa Króla)
- Miasto w sercu Boga, wyd. polskie - W drodze, 2007
- Medytacje paschalne, wyd. polskie - Wydawnictwo Księży Marianów, 2008
- Mnich w mieście, wyd. polskie - PROMIC - Wydawnictwo Księży Marianów, 2010